# تلمبه حسین اناری
تلمبه حسین اناری یک منطقهٔ مسکونی در ایران است که در دهستان خورسند واقع شده‌است.